# 鄭方坤
鄭方坤（1693年—？），字則厚，號荔鄉，福建建安（今建甌）人，清朝政治人物，進士出身。
父鄭善述，藏书万卷。康熙三十二年（1693年）生。雍正元年（1723年）登癸卯科進士，授直隶邯鄲縣知縣，在任四年，以卓异升知景州，調河间府同知。雍正十一年（1733年）大修樂毅墓，植松柏數百株。乾隆四年（1739年）迁登州知府。五年调沂州知府，七年调武定知府。乾隆十三年，官至兗州府（今属山东）知府。十九年，以足疾免官。有诗才，下筆不休，与兄鄭方城齊名。诗学承王渔洋，自称“阮亭诗学曾私淑”。著有《蔗尾集》十五卷、《經稗》六卷、文集二卷、《補五代詩話》十卷、《嶺海叢編》百卷、《全閩詩話》十二卷、《國朝耆獻類徵》等。與兄鄭方城同著有《卻掃齋唱和集》。